# Escallonia rosea
Escallonia rosea är en tvåhjärtbladig växtart som beskrevs av August Heinrich Rudolf Grisebach. Escallonia rosea ingår i släktet Escallonia och familjen Escalloniaceae. Inga underarter finns listade i Catalogue of Life.